# 牛首杜父魚
牛首杜父魚，為杜父魚科牛首杜父鱼属的唯一一種，為溫帶海水魚，分布於東大西洋區，從莫曼斯克、冰島、雪特蘭群島至葡萄牙、波羅的海至芬蘭灣、地中海半鹹水、海域，棲息深度0-200公尺，體長可達17.5公分，棲息在岩石底質、海藻生長的潮間帶，以片腳類、魚類、陽燧足、軟體動物等為食，能離開水面直接呼吸空氣，可作為觀賞魚。

## 扩展阅读
維基物種上的相關：牛首牛杜父魚